# Cueva de Addaura
La cueva de Addaura (en italiano: Grotta dell'Addaura) es un complejo de tres cuevas naturales ubicado en el flanco noreste del Monte Pellegrino en Palermo, Sicilia. La importancia de este lugar se debe a la presencia de grabados rupestres que datan de finales del Epigravetiense y el Mesolítico.
En la ladera del Monte Pellegrino, con vista a Palermo, al sureste de la playa Mondello y a 70 metros sobre el nivel del mar, hay rutas y cavidades abiertas, dentro de las cuales se han encontrado huesos y herramientas de caza que atestiguan la presencia de humanos que vivieron desde el Paleolítico hasta el Mesolítico. Los hallazgos se encuentran conservados en el Museo arqueológico regional Antonio Salinas. Su importancia se debe principalmente a la presencia de un extraordinario complejo de grabados rupestres que adornan las paredes y constituyen un caso único en el panorama del arte rupestre prehistórico.
Para algunos, el nombre Addaura podría derivar de Daura, una corrupción del término griego laura el cual indica un tipo particular de comunidad de anacoretas; mientras que para otros derivaría del árabe الدورة (Id-dawra) que significa «la curva», «el recodo» o «el punto de inflexión» en referencia a la curva que da el Monte Pellegrino en ese punto.[cita requerida]

## Historia
El descubrimiento del grafito de Addaura es un hecho reciente y completamente accidental. Las tres cuevas que constituyen el complejo de Addaura en el macizo del Monte Pellegrino ya habían sido estudiadas por paletnólogos desde que se encontró en ellas el esqueleto de un elefante enano.
Luego de la invasión aliada de Sicilia y su llegada a Palermo en 1943 los aliados, en busca de un lugar idóneo, decidieron utilizar las cuevas para almacenar municiones y explosivos. La explosión accidental del arsenal hacia el final de la guerra provocó el desmoronamiento de los muros de la cueva principal y el colapso de un diafragma de roca, sacando a la luz los grafitos hasta entonces cubiertos por la pátina del tiempo. Los grafitos fueron cuidadosamente estudiados por la arqueóloga italiana Jole Bovio Marconi, cuyos estudios fueron publicados en 1953.
Desde 1997, las cuevas de Addaura ya no están abiertas al público; fueron cerradas por el peligro de caída de rocas debido a la inestabilidad de la cresta rocosa. Hasta la fecha, todavía no se han implementado las medidas necesarias para reforzar la cresta; el lugar se encuentra en estado de deterioro y marcado por intervenciones vandálicas.

## Los grabados rupestres
En una de las cuevas se encuentra un vasto y rico complejo de grabados que datan de entre el Epigravetiense tardío y el Mesolítico que representan tanto animales como humanos. En medio de la multitud de bóvidos, caballos salvajes y ciervos, se encuentra representada una escena dominada por la presencia de figuras humanas: un grupo de personas rodea a dos figuras centrales con la cabeza cubierta y el cuerpo arqueado hacia atrás. Es precisamente sobre la identidad de estos dos personajes y sobre el significado de su posición dentro del grupo que se han planteado diversas y contradictorias hipótesis. Para algunos estudiosos, estos serían unos acróbatas realizando juegos que requieren de una habilidad particular. Según otros, se representa la escena de un rito que requería del sacrificio de estas dos personas guiado por un chamán; para apoyar esta interpretación, se ha señalado la presencia de hilos, alrededor del cuello y a los lados de los personajes centrales, que obligan al cuerpo a un arqueamiento antinatural y doloroso. Otros consideran que también podría ser un rito que requiere del autoestrangulamiento, algo atestiguado en otras culturas. Mientras que algunos estudiosos han considerado a las figuras centrales una imagen homoerótica.
Los grabados de Addaura representan un ciclo figurativo de gran interés debido a la inusual atención dedicada a la representación escenográfica del entorno, un caso extremo en todo el arte paleolítico. El tratamiento de la figura humana, incluso en el contexto de una corriente estilística presente en la Cuenca del Mediterráneo, particularmente en Levanzo (Grotta del Genovese), y en la provincia franco-cantábrica, mientras se emplean las mismas técnicas, en la cueva de Addaura es expresado en una forma absolutamente novedosa en términos de estilo y espíritu en comparación con los demás hallazgos.